# Megaselia aldrichi
Megaselia aldrichi är en tvåvingeart som beskrevs av Borgmeier 1967. Megaselia aldrichi ingår i släktet Megaselia och familjen puckelflugor.
Artens utbredningsområde är Wisconsin. Inga underarter finns listade i Catalogue of Life.